# سالونا (روستا)
سالونا (به مجاری:  Szalonna) یک شهرداری در مجارستان است که در ناحیه ادلنی واقع شده‌است. سالونا ۲۰٫۰۸ کیلومتر مربع مساحت و ۱٬۰۵۷ نفر جمعیت دارد.